# جشمة سليمان (ديناران)
جشمة سلیمان (بالفارسية: چشمه سلیمان) هي قرية تقع في إيران في قسم دیناران الريفي. يقدر عدد سكانها بـ 81 نسمة بحسب إحصاء 2016.